# Belegering van Barcelona
De belegering van Barcelona was een militaire operatie die plaats vond van oktober 800 tot april 801 onder leiding van het Karolingische leger met Aquitanische, Baskische, Bourgondische en Gotische troepen. Het doel was de stad Barcelona te veroveren die 80 jaar lang onder controle was geweest onder de Arabische Omajjaden van Córdoba. De belegering en de daaropvolgende verovering maken deel uit van de Karolingische verovering van Hispania.
De strijd werd gewonnen door de Karolingers die van Barcelona de hoofdstad maakten van het graafschap Barcelona.